# ケイジャンシーズニング
ケイジャンシーズニング（英：Cajun Seasoning）とは主にアメリカ合衆国南部の料理で使われるにんにくや玉ねぎの香りが利いたミックススパイスである。
2020年2月15日にテレビ朝日系列で放送された「サンドウィッチマン&芦田愛菜の博士ちゃん」でも紹介された。

## 歴史
アメリカ合衆国のクレオール料理（混血料理）の中でもフランス料理の影響が大きなものをケイジャンと呼ぶ。
ケイジャンの人々はアフリカ原産のピーナッツやオクラを自分たちで栽培し、近くの川や海でとれるザリガニやなまず、シーフードをふんだんに使い、調理に工夫をこらしたことによって、郷土料理の源ができあがっていったと考えられている。

## 原材料
粉末状の赤唐辛子とパプリカ、オニオンなどにオレガノやコリアンダーなど数種類のスパイスを混ぜたものからできている。

## 使用される料理
米国のクレオール料理やガンボスープ、ジャンバラヤなどの料理の味付けには欠かせない調味料である。また、ケイジャンチキン、ジャンバラヤ、チリコンカンなどにも使われる。